# ガストン・リテーズ
ガストン・ジルベール・リテーズ（Gaston Gilbert Litaize, 1909年8月11日 - 1991年8月5日）は、フランスの作曲家、オルガニスト、音楽教師。

## 生涯
生まれて間もなく失明したガストン・リテーズは、パリにある国立盲学校に学んだ。その後パリ音楽院へ進学、マルセル・デュプレ、ジョルジュ・コサード、アンリ・ビュッセルおよびモーリス・エマニュエルらに師事。さらに、ルイ・ヴィエルヌの個人教授も受けた。1938年、ローマ賞作曲部門で第二位を獲得。これは、盲者がローマ賞を受賞した最初の例であった。1946年にはパリの聖フランソワ＝ザビエル修道院のオルガニストの地位につき、また国立青年盲学校のオルガン教師も務めることとなった。彼はオルガニストとして多くの演奏旅行を行い、フランスの教会音楽を広く知らしめた。リテーズは82歳の誕生日間近の1991年8月、故郷ヴォージュ県メニル＝スル＝ベルヴィット（Ménil-sur-Belvitte）で逝去した。

## 主な作品

### オルガン独奏曲
- 12の小品 Douze Pièces（1931 - 1937年）
- 全ての時のための大ミサ曲 Grand-Messe pour tous les temps（1948年）
- バスク風ノエル Noël basque（1949年）
- 5つの典礼風小品 Cinq Pièces liturgiques（1951年）
- フロー・ペータースの名におけるパッサカリア Passacaille sur le nom de Flor Peeters（1953年）
- 24の典礼前奏曲（ペダルのないオルガンのための） Vingt-quatre Préludes liturgiques（1953 - 1955年）
- 入祭文「平和を与えたまえ」によるフーガ Fugue sur l'Introït "Da pacem" （1954年）
- ヴィクトル・ゴンザレスの名における主題と変奏 Thème varié sur le nom de Victor Gonzales（1957年）
- 全ての時のための小ミサ曲 Messe basse pour tous les temps（1959年）
- 万聖節のためのミサ曲 Messe de la Toussaint（1964年）
- 序曲とフーガ風舞曲 Prélude et danse fuguée（1964年）
- 公現祭 Epiphanie（1984年）
- 2つの3部作 Deux Trios（1984年）
  - 3つのディヴェルティスマン Divertissement à trois
  - 3つの小品 Pièce en trio
- アーチ（幻想曲） Arches - Fantaisie（1987年）
- ミサ形式の組曲 Suite en forme de Messe（1988年）
- タルシスの王らは（公現祭のオッフェルトリウムによる瞑想曲） Reges Tharsis
- Offerte vobis pacem（1991年）
- 音叉（ジャン・アランの名による幻想曲） "Diapason" - Fantaisie sur le nom de Jehan Alain

### オルガンとその他の楽器のための曲
- パッサカリア（オルガンと管弦楽のための） Passacaille（1947年）
- 行列（3本のトランペット、3本のトロンボーンおよびオルガンのための） Cortège（1951年）
- ペンテコステ（2台のオルガンのための3部作） Pentecôte（1984年）
  - Vigile
  - Nocturne
  - Séquence
- オーボエとオルガンのための2部作 Diptyque
  - アンダンティーノ Andantino
  - スケルツォ Scherzo
- ホルンとオルガンのための3部作
- 2つのソナタ（四手オルガンのための）

### その他の楽曲
- レチタティーヴォと主題変奏（クラリネットとピアノのための） Récitatif et thème varié（1947年）
- 荘厳ミサ（4声混声合唱とオルガンのための） Missa solemnior（1954年）
- 聖母を讃えるミサ（ソプラノ、テノール、バス合唱とオルガンのための） Missa Virgo gloriosa（1959年）
- マニフィカト（6声混声合唱とオルガンのための） Magnificat（1967年）

## 伝記
- Durand, Sébastien: Gaston Litaize (1909-1991): un vosgien aux doigts de lumière. Metz: Serpenoise, 1996. ISBN 2876923149.
- "Gaston Litaize." L'Orgue: Cahiers et memoirs No. 34 (1985). Paris: Association des Amis de l'Orgue, 1985.
- Sabatier, François: "Gaston Litaize", in Guide de la musique d’orgue, herausgegeben von Gilles Cantagrel. Paris: Fayard, 1991: 528-530.